# 永遠幸
永遠 幸（えとお みゆき、7月3日—），出生於日本廣島縣的女性漫畫家，血型為A型。1998年初次亮相漫畫界，其處女作在講談社之上刊載，並憑著這部作品得到。其華麗的畫風很早便受到別人的注意，但是長時間都沒有連載的機會。2005年11月，其作品《地獄少女》終於在講談社月刊上正式連載，並受到廣泛程度的歡迎。

## 作品
- Dearest Song（なかよし 2000年2月号増刊）
- WINGS（なかよし 2003年4月号増刊）
- 地獄少女（（開始連載中）、（開始不定期連載））

## 2010年台灣簽名會
2010年7月29日，於台灣第11屆漫畫博覽會舉辦「新 地獄少女」首次海外簽名會，為了這次的簽名會，永遠幸老師特別繪製一幅獻給台灣漫迷的地獄少女畫作，也為了這次簽名會特別選購一件新浴衣與台灣漫迷見面，簽名會過程中，也有閻魔愛的Coser見到永遠幸老師感動落淚，而爽哥秀樹也為了永遠幸老師特別穿著自製的地獄少女T-shirt參與，簽名會最後永遠幸老師於會場新地獄少女的大掛布上簽上「永遠幸 台灣大好き」，並畫上招牌的貓咪圖案與自畫像。

## 獲得獎項
- （1998年）

## 單行本
地獄少女（原作：地獄少女計劃）
- （日語）第1冊（ISBN 4-06-364101-5）
- （日語）第1冊 限定特裝版（ISBN 4-06-362052-2）
- （中文）第1冊
- （日語）第2冊（ISBN 4-06-364114-7）
- （日語）第2冊 特裝版（ISBN 4-06-362057-3）
- （中文）第2冊
- （日語）第3冊（ISBN 4-06-364124-4）
- （日語）第3冊 特裝版（ISBN 4-06-362066-2）
- （中文）第3冊
- （日語）第4冊（ISBN 978-4-06-364138-7）
- （日語）第4冊 特裝版（ISBN 978-4-06-362074-0）
- （中文）第4冊
- （日語）第5冊
- （日語）第5冊 特裝版
- （中文）第5冊
- （日語）第6冊
- （日語）第6冊 特裝版
- （中文）第6冊
- （日語）第7冊
- （日語）第7冊 特裝版
- （中文）第7冊
- （日語）第8冊
- （日語）第8冊 特裝版
- （中文）第8冊
- （日語）第9冊
- （日語）第9冊 特裝版
- （中文）第9冊

新 地獄少女（原作：地獄少女計劃）
- （日語）第1冊
- （日語）第1冊 特裝版
- （中文）第1冊
- （日語）第2冊
- （日語）第2冊 特裝版
- （中文）第2冊
- （日語）第3冊
- （日語）第3冊 特裝版